# Новелла о беседе собак
«Новелла о беседе собак» (исп. El coloquio de los perros) — новелла испанского писателя Мигеля де Сервантеса, опубликованная в 1613 году в составе сборника «Назидательные новеллы». Тесно связана с «Обманной свадьбой» из того же сборника, и мнения учёных о природе этой связи расходятся: многие говорят о единой или сдвоенной новелле.
В «Новелле…» Сервантес впервые делает своими героями животных. Здесь он мог следовать эзоповой традиции, менипповой сатире, литературным обработкам фольклорных сюжетов. Две собаки, охраняющие госпиталь в Вальядолиде, Сципион и Берганса, получают на одну ночь дар человеческой речи, и поручик Кампусано (один из главных героев «Обманной свадьбы») слышит их разговор. При этом во вступлении автор подвергает сам факт этого разговора сомнению.